# Botola Pro
Botola Pro 1 (arabă البطولة المغربية), competiție cunoscută și cu denumirea GNF 1, reprezintă primul eșalon din sistemul competițional fotbalistic din Maroc.

## Stadioane Actuale
| Rabat                 | Casablanca                 | Marrakech                  | Agadir                |
| --------------------- | -------------------------- | -------------------------- | --------------------- |
| Stade Moulay Abdellah | Stade Mohamed V            | Stade de Marrakech         | Stade Adrar           |
| Capacity: 53,000      | Capacity: 67,000           | Capacity: 45,000           | Capacity: 45,000      |
|                       |                            |                            |                       |
| Fes                   | Tanger                     | Oujda                      | El Aaiún              |
| Fez Stadium           | Stade de Tanger            | Honneur Stadium            | Stade Cheikh Laaghdef |
| Capacity: 45,000      | Capacity: 45,000           | Capacity: 35,000           | Capacity: 30,000      |
|                       |                            |                            |                       |
| Meknes                | Kénitra                    | Al Hoceima                 | Tétouan               |
| Stade d'Honneur       | Stade Municipal de Kénitra | Stade Mimoun Al Arsi       | Stade Saniat Rmel     |
| Capacity: 20,000      | Capacity: 15,000           | Capacity: 12,000           | Capacity: 12,000      |
|                       |                            |                            |                       |
| Safi                  | El Jadida                  | Berkane                    | Khouribga             |
| Stade El Massira      | Stade El Abdi              | Stade Municipal De Berkane | Complexe OCP          |
| Capacity: 15,000      | Capacity: 10,000           | Capacity: 10,000           | Capacity: 10,000      |
|                       |                            |                            |                       |

## Echipele sezonului 2019-2020
| - Difaa El Jadidi - FAR Rabat - FUS Rabat - Hassania Agadir |  | - IR Tanger - Moghreb Tétouan - Mouloudia Oujda - Olympique Safi |  | - Olympique Khouribga - Raja Beni Mellal - Raja Casablanca - Rapide Oued Zem |  | - Renaissance Zemamra - RS Berkane - Wydad Casablanca - Youssoufia Berrechid |

### Campioane după sezon
| - 1947-48 : Wydad Casablanca - 1948-49 : Wydad Casablanca - 1949-50 : Wydad Casablanca - 1950-51 : Wydad Casablanca - 1954-55 : Wydad Casablanca - 1956-57 : Wydad Casablanca - 1957-58 : Kawkab Marrakech - 1958-59 : Étoile de Casablanca - 1959-60 : KAC Kenitra - 1960-61 : FAR Rabat - 1961-62 : FAR Rabat - 1962-63 : FAR Rabat - 1963-64 : FAR Rabat - 1964-65 : Maghreb Fez - 1965-66 : Wydad Casablanca - 1966-67 : FAR Rabat - 1967-68 : FAR Rabat - 1968-69 : Wydad Casablanca - 1969-70 : FAR Rabat - 1970-71 : Renaissance de Settat - 1971-72 : Racing de Casablanca | - 1972-73 : KAC Kenitra - 1973-74 : Raja de Beni Mellal - 1974-75 : Mouloudia Oujda - 1975-76 : Wydad Casablanca - 1976-77 : Wydad Casablanca - 1977-78 : Wydad Casablanca - 1978-79 : Maghreb Fez - 1979-80 : Chabab Mohammédia - 1980-81 : KAC Kenitra - 1981-82 : KAC Kenitra - 1982-83 : Maghreb Fez - 1983-84 : FAR Rabat - 1984-85 : Maghreb Fez - 1985-86 : Wydad Casablanca - 1986-87 : FAR Rabat - 1987-88 : Raja Casablanca | - 1988-89 : FAR Rabat - 1989-90 : Wydad Casablanca - 1990-91 : Wydad Casablanca - 1991-92 : Kawkab Marrakech - 1992-93 : Wydad Casablanca - 1993-94 : Olympique de Casablanca - 1994-95 : CODM de Meknès - 1995-96 : Raja Casablanca - 1996-97 : Raja Casablanca - 1997-98 : Raja Casablanca - 1998-99 : Raja Casablanca - 1999-00 : Raja Casablanca - 2000-01 : Raja Casablanca - 2001-02 : Hassania Agadir - 2002-03 : Hassania Agadir - 2003-04 : Raja Casablanca | - 2004-05 : FAR Rabat - 2005-06 : Wydad Casablanca - 2006-07 : Olympique Khouribga - 2007-08 : FAR Rabat - 2008-09 : Raja Casablanca - 2009-10 : Wydad Casablanca - 2010-11 : Raja Casablanca - 2011-12 : Moghreb Tétouan - 2012-13 : Raja Casablanca - 2013-14 : Moghreb Tétouan - 2014-15 : Wydad Casablanca - 2015-16 : FUS Rabat - 2016-17 : Wydad Casablanca - 2017-18 : IR Tanger - 2018-19 : Wydad Casablanca - 2019-20 : Raja Casablanca |

### Performanțe după club
| Club                    | Campioni | Vice-campioni | Sezoane |
| ----------------------- | -------- | ------------- | --- |
| Wydad Casablanca        | 20       | 12            | 1947-48, 1948-49, 1949-50, 1950-51, 1954-55, 1956-57, 1965-66, 1968-69, 1975-76, 1976-77, 1977-78, 1985-86, 1989-90, 1990-91, 1992-93, 2005-06, 2009-10, 2014-15, 2016-17, 2018-19 |
| FAR Rabat               | 12       | 6             | 1960-61, 1961-62, 1962-63, 1963-64, 1966-67, 1967-68, 1969-70, 1983-84, 1986-87, 1988-89, 2004-05, 2007-08                                                                         |
| Raja Casablanca         | 12       | 10            | 1987-88, 1995-96, 1996-97, 1997-98, 1998-99, 1999-00, 2000-01, 2003-04, 2008-09, 2010-11, 2012-13, 2019-20                                                                         |
| Maghreb Fez             | 4        | 5             | 1964-65, 1978-79, 1982-83, 1984-85 |
| KAC Kenitra             | 4        | 2             | 1959-60, 1972-73, 1980-81, 1981-82 |
| Kawkab Marrakech        | 2        | 6             | 1957-58, 1991-92 |
| Hassania Agadir         | 2        | 0             | 2001-02, 2002-03 |
| Olympique Khouribga     | 1        | 2             | 2006-07 |
| Racing de Casablanca    | 1        | 2             | 1971-72 |
| Renaissance de Settat   | 1        | 2             | 1970-71 |
| Olympique de Casablanca | 1        | 1             | 1993-94 |
| Mouloudia Oujda         | 1        | 1             | 1974-75 |
| CODM de Meknès          | 1        | 0             | 1994-95 |
| Chabab Mohammédia       | 1        | 0             | 1979-80 |
| Raja de Beni Mellal     | 1        | 0             | 1973-74 |
| Étoile de Casablanca    | 1        | 0             | 1958-59 |